# Protecciones de sistemas de potencia

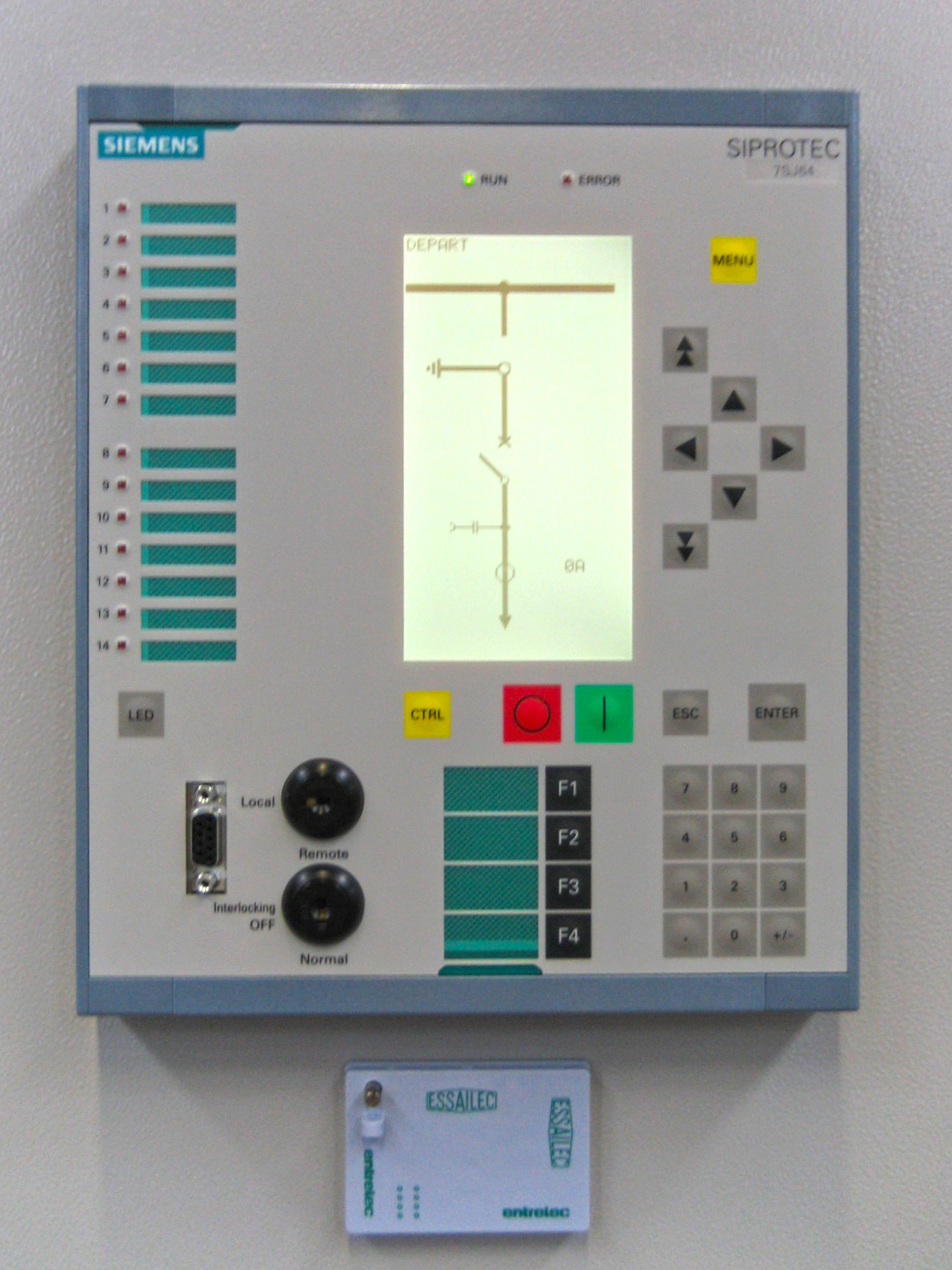
Relé protector

En ingeniería eléctrica, las protecciones de sistemas de potencia se utilizan  para evitar la destrucción de equipos o instalaciones por causa de una falla que podría iniciarse de manera simple y después extenderse sin control en forma encadenada. Los sistemas de protección deben aislar la parte donde se ha producido la falla buscando perturbar lo menos posible la red, limitar el daño al equipo fallado, minimizar la posibilidad de un incendio, minimizar el peligro para las personas, minimizar el riesgo de daños de equipos eléctricos adyacentes.

## Componentes
Los sistemas de protección de un sistema de potencia se componen generalmente de los siguientes elementos:
- Transformadores de instrumentación: Reducen las señales de intensidad de corriente y tensión, respectivamente, a valores adecuados que pueden ser conectados a las entradas de los relés de protección. En esta categoría se clasifican los transformadores de corriente y los transformadores de voltaje. Estos equipos son una interfaz entre el sistema de potencia y los relés de protección.

- Relés de protección: Ordenan disparos automáticos en caso de falla. Son la parte principal del sistema de protección. Contienen la lógica que deben seguir los interruptores. Se comunican con el sistema de potencia por medio de los elementos de medida y ordenan operar a dispositivos tales como interruptores, reconectadores u otros.

- Interruptores: Equipos electromecánicos encargados de realizar la conexión o desconexión de redes eléctricas. Son gobernados por los relés y operan directamente el sistema de potencia.

- Servicios auxiliares: Se acostumbra alimentar, tanto interruptores como relés con un sistema de alimentación de energía eléctrica independiente del sistema protegido con el fin de garantizar autonomía en la operación. De esta forma los relés e interruptores puedan efectuar su trabajo sin interferir. Es común que estos sistemas sean de tensión continua y estén alimentados por baterías o pilas.

- Sistema de comunicaciones:Permite conocer el estado de interruptores y relés con el fin de poder realizar operaciones y analizar el estado del sistema eléctrico de potencia.

En algunas partes de los sistemas de distribución, se usan fusibles para medir y desconectar fallas.
Una falla puede ocurrir en cualquier parte, como una falla en una instalación, Una caída o rompimiento del conductor de una línea de transmisión, operación incorrecta de interruptores, corto circuitos y circuitos abiertos. Los dispositivos de protección están instalados con el propósito de proteger activos y asegurar el fluido eléctrico.

## Esquemas de protección con relés
Los diseños y prestaciones específicas varían mucho con los requerimientos de aplicación, con las diferencias de construcción así como con el ciclo de vida del diseño en particular. Originalmente, todos los relevadores de protección fueron del tipo electromagnético y electromecánico, los que siguen estando en gran uso, pero los diseños de estado sólido están proliferando.

## Tipos de protección

### Protección de generadores
Un generador eléctrico es una máquina rotatoria que gira gracias a la energía mecánica aplicada a su eje o flecha. La energía mecánica aplicada a este eje debe poseer la fuerza o torque adecuado para lograr un giro adecuado en el generador lo que se convertirá finalmente en energía eléctrica a través del fenómeno de inducción, donde luego se destinará esa energía a los centros de consumo.

### Protecciones de motores
El motor eléctrico es una máquina rotatoria, destinada al uso de la energía eléctrica para obtener energía mecánica, proceso opuesto al del generador. Los motores son la principal fuerza de trabajo industrial en el mundo, ya que no emiten residuos contaminantes al aire, su adaptabilidad es mucho mayor que la de los motores de combustión interna, y su control va de lo más simple a lo más complejo. En un sistema de potencia, su uso es, principalmente para el bombeo de líquidos y vapores en el sistema de alimentación de las calderas, donde las plantas generadoras lo requieran. De aquí radica la importancia de su adecuada protección, ya que si éstas máquinas fallan, seguramente lo hará el sistema de potencia en general, debido a un fenómeno llamado 'avalancha de frecuencia', creado por la baja de velocidad en los generadores, que a su vez dependen de la cantidad y de la intensidad de los flujos que mueven a la turbina.
Protección de motores eléctricos. Se realiza a través de dispositivos que aseguran la desconexión oportuna de los motores eléctricos de la red ante la ocurrencia de alteraciones del régimen normal de trabajo, con el fin de evitar el deterioro del aislamiento del motor, de los devanados y de las conexiones eléctricas

### Protecciones de transformadores
Se dice que el transformador es el alma de un sistema de distribución, ya que es éste el que se encuentra en cada uno de los puntos donde las tensiones cambian de valor. Siempre están dispuestos en una subestación, ya sea de interconexión, elevación, o reducción.
El tipo de protección más comúnmente utilizado es la diferencial de corriente. Se basa en la aplicación de la ley de Kirchoff, según la cual el sumatorio de las corrientes entrantes y salientes debe ser igual a cero.
En nuestro caso el relé de protección es alimentado por los transformadores de corriente instalados en los devanados principales (ya sean estos dos, tres o incluso más). Para eliminar posibles errores en la medición tanto de fase como de ángulo se le aplica un frenado a la protección. Este frenado se basa en la corriente a frecuencia fundamental, pero también en los armónicos segundo y quinto, para de ese modo evitar transitorios durante la excitación del transformador que se protege.

### Protecciones de líneas de transmisión
La Línea de Transmisión (LT) es el elemento del sistema eléctrico de potencia destinado a transportar la energía, desde su generación hasta el punto de distribución para su consumo, por lo que se considera como el elemento más importante en el suministro de energía eléctrica. Y forma parte de la Red de transporte de energía eléctrica.
El esquema de protección de una LT está formado por una protección primaria y protecciones de respaldo, siendo la primaria de alta velocidad y las de respaldo con acción retardada.
El objeto de la característica de alta velocidad de la protección primaria se debe a que ésta debe actuar en la menor cantidad de tiempo posible tratando de aislar la falla del sistema, las de respaldo son de acción retardada, ya que tienen que esperar a que la protección primaria actúe, si no es así lo harán éstas otras. Esto no significa que las de respaldo solo actuarán en caso de que la primaria no actúe.
La gran desventaja es que la protección de respaldo aísla una sección de mayor dimensión que la primaria.
Existen varios factores que afectan el diseño y operación de un SP en Líneas de Transmisión, los cuales son: configuración de la red y niveles de tensión, entre otros.
Los esquemas de protección que se pueden utilizar en una LT, son: Protección contra sobre corriente (PSC), Protección de distancia (PD), Protección de hilo piloto (PHP), y la protección híbrida (PH).
Las protecciones que se aplican a las líneas de transmisión se dividen en dos grupos principales: el de protecciones primarias y el de protecciones secundarias (de respaldo), como se describen por ejemplo a continuación:
1. Primaria
(a) Diferencial con comunicación con el otro extremo (hilo piloto, onda portadora o fibra óptica).
(b) Comparación de fase con comunicación con el otro extremo.
(c) Comparación direccional con relevadores de distancia y comunicación con el otro extremo.
2. Secundaria.
(a) Distancia.
(b) Sobre corriente direccional de fases y tierra.

### Protecciones de barras
Las barras de colección son un conjunto de elementos mecánicos (estructuras metálicas), destinados a la estabilidad mecánica de los centros de interconexión de los demás elementos eléctricos que comprenden el sistema de potencia.
La protección se realiza específicamente con la protección diferencial de barras (PDB).

## Características de los sistemas de protección por relés

### Fiabilidad
Es el grado de certeza con el que el relé de protección actuará, para un estado pre diseñado. Es decir, un relé tendrá un grado de fiabilidad óptima, cuando éste actúe en el momento en que se requiere, desde el diseño. Y en ningún otro momento.

### Seguridad
La seguridad, se refiere al grado de certeza en el cual un relé no actuará para casos en los cuales no tiene que actuar. Por lo que un dispositivo que no actúe cuando no es necesario, tiene un grado de seguridad mayor que otros que actúan de forma inesperada, cuando son otras protecciones las que deben actuar.

### Selectividad
Este aspecto es importante en el diseño de un SP, ya que indica la secuencia en que los relés actuarán, de manera que si falla un elemento, sea la protección de este elemento la que actúe y no la protección de otros elementos. Asimismo, si no actúa esta protección, deberá actuar la protección de mayor capacidad interruptiva, en forma jerárquica, precedente a la protección que no actuó. Esto significa que la protección que espera un tiempo y actúa, se conoce como dispositivo de protección de respaldo.

### Velocidad
Se refiere al tiempo en que el relé tarda en completar el ciclo de detección-acción. Muchos dispositivos detectan instantáneamente la falla, pero tardan fracciones de segundo en enviar la señal de disparo al interruptor correspondiente. Por eso es muy importante la selección adecuada de una protección que no sobrepase el tiempo que tarda en dañarse el elemento a proteger de las posibles fallas. esto puede ser o no verdad

### Simplicidad
Forma sencilla para operar en cuanto a un diseño de protección

### Economía
Cuando se diseña un SP lo primero que se debe tener en cuenta es el costo de los elementos a proteger. Mientras más elevado sea el costo de los elementos y la configuración de la interconexión de estos sea más compleja, el costo de los SP será de mayor magnitud. A veces el costo de un SP no es el punto a discutir, sino la importancia de la sección del SEP que debe proteger, lo recomendable es siempre analizar múltiples opciones para determinar cuál de ellas es la que satisface los requerimientos de protección al menor costo.
- Datos: Q1756067